# نوز کورپوریشن
نوز کورپوریشن یا نوز کورپ (به انگلیسی: News Corp) شرکت چندملیتی آمریکایی رسانه گروهی است که به عنوان اسپین-آفی از شرکت نوز (آن طور که روپرت مرداک در ۱۹۷۹ آن را تأسیس کرده بود) شکل گرفته و متمرکز بر روزنامه‌ها و انتشارات است. نوز کورپ و فاکس قرن ۲۱— که دربرگیرنده همه مایملک سخن پراکنی نوز از جمله گروه سرگرمی فاکس است- دو اسپین آف نوز سابقند. ساختار این اسپین آف به نحوی قرار داده شد که فاکس قرن ۲۱ جانشین قانونی و ادامه شرکت نوز سابق باشد و نوز کورپ یک شرکت کاملاً جدید شکل گرفته از طریق تجزیه سهام باشد.